# Atsuhiro Iwai
Atsuhiro Iwai (岩井 厚裕 Iwai Atsuhiro?,  nacido el 31 de enero de 1967 en Saitama) es un exfutbolista japonés. Jugaba de defensa y su último club fue el Avispa Fukuoka de Japón.

## Trayectoria

### Clubes
| Club             | País  | Año         |
| ---------------- | ----- | ----------- |
| Yokohama Flügels | Japón | 1989 - 1995 |
| Avispa Fukuoka   | Japón | 1996 - 1998 |

## Palmarés

### Títulos nacionales
| Título             | Club             | País  | Año  |
| ------------------ | ---------------- | ----- | ---- |
| Copa del Emperador | Yokohama Flügels | Japón | 1993 |